# Rouelle (cuisine)

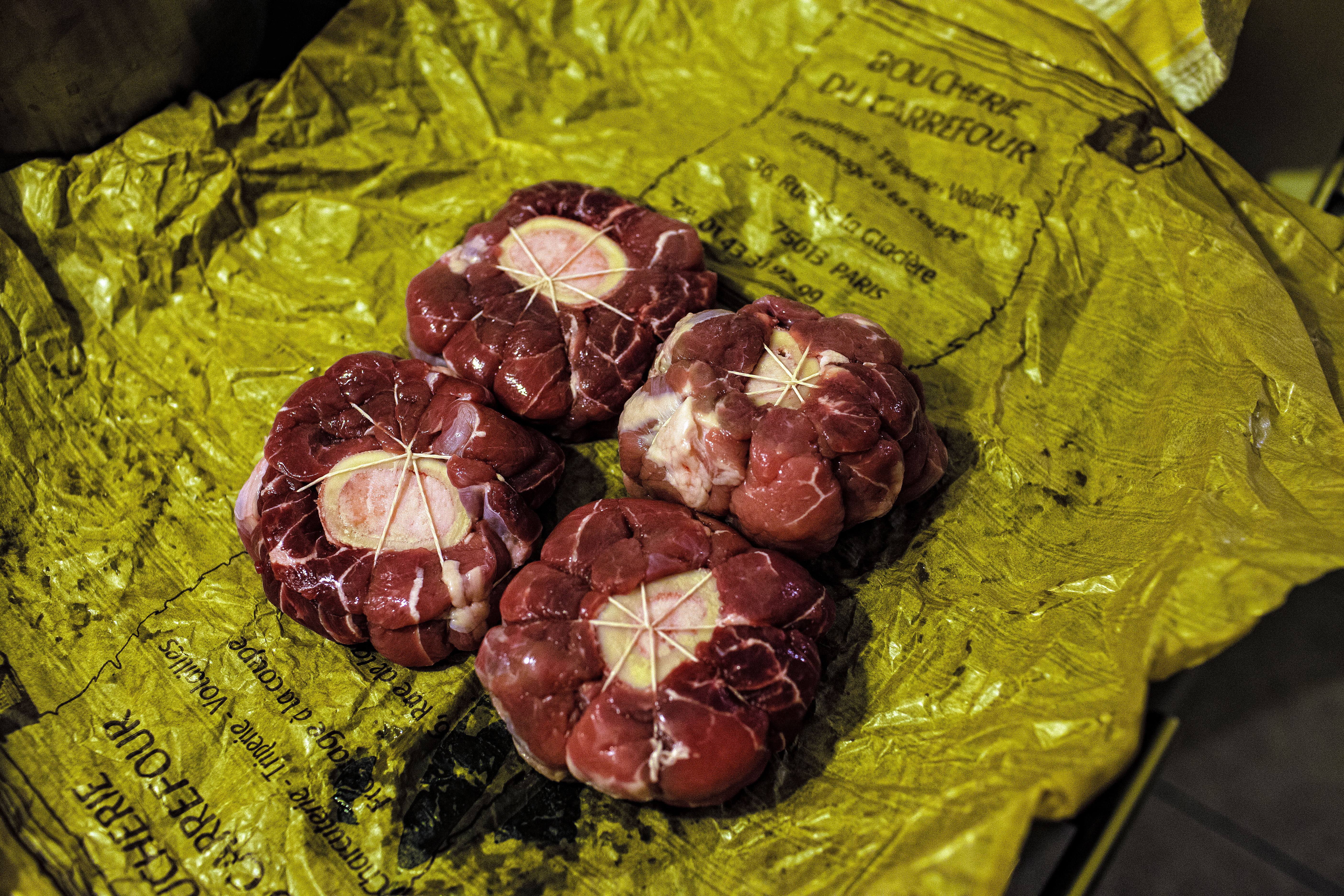
Rouelles de jarret de veau.

En cuisine, une rouelle est une tranche ronde de certains légumes et de certaines viandes.